# Makguksu
El makguksu es un plato coreano de fideos de alforfón servidos en caldo helado. Es una especialidad local de la provincia de Gangwon (Corea del Sur) y su capital, Chuncheon.

## Ingredientes y preparación
El makguksu está estrechamente relacionado con el naengmyeon, prototipo del plato coreano de fideos fríos. Se diferencian en la alta concentración de harina de alforfón de sus fideos, como resultado de la consideración de este cereal como cultivo básico en la región de Gangwon, y en el empleo de mayores cantidades de verdura. El plato recibe su nombre del hecho de que el alforfón empleado suele conservar la cáscara.
El makguksu suele prepararse directamente a partir del grano de alforfón, que se pone en remojo y se muele para obtener una pasta. Debido a que el alforfón es menos glutinoso que la mayoría de los cereales, la harina obtenida es especialmente difícil de amasar, enrollar y cortar en fideos a mano, por lo que a menudo se emplea una máquina a manivela para este fin.
Es difícil generalizar sobre los ingredientes que acompaña al makguksu. Los ingredientes vienen tradicionalmente determinados por el cliente más que por el cocinero, y muchos establecimientos también sirven sus recetas peculiares. En la mayoría de los casos, el makguksu es muy picante, estando a veces condimentado con gochujang (pasta de guindilla) o jugo de daikon encurtido. Muchas recetas también añaden diversas verduras y salsa de soja. Los banchan (acompañamientos) también varían mucho. En la región de Chuncheon, el plato se acompaña con frecuencia de carne de ternera o cerdo hervida. En otras partes puede servirse con bindaetteok (panqueque de frijol chino) o gamjajeon (panqueque de patata).

## Chuncheon
El makguksu se ha convertido en una importante seña de identidad de la región de Chuncheon. En las últimas décadas, la «calle de los fideos de alforfón», con más de una docena de restaurantes de makguksu, ha florecido en el centro. La ciudad también organiza anualmente el Festival del Fideo Makguksu de Chuncheon, que incluye degustación de makguksu y otras actividades.